# Beleg van Musashi-Matsuyama (1537)
Het Beleg van Musashi-Matsuyama vond plaats in 1537 en was de eerste van meerdere belegeringen van kasteel Musashi-Matsuyama, gelegen in de provincie Musashi in Japan, tijdens de Sengoku-periode (1467-1603). Het kasteel werd beheerd door Ota Sukemasa, een vazal van de Uesugi-clan. Ota verloor het kasteel tijdens het beleg aan troepen van de Hojo-clan. Later zouden de Uesugi het kasteel weer heroveren en wederom verliezen in 1563.
De slag maakte deel uit van een zeventien jaar durend conflict, dat begon met het Beleg van Edo, tussen de Hojo-clan en de Uesugi-clan voor de controle over de regio Kanto.

## Trivia
Tijdens het beleg stuurden de Uesugi een verzoek voor hulp door een bericht te verstoppen in de halsband van een hond. Deze tactiek was uiteindelijk niet succesvol.